# Mademoiselle Adeline
Mademoiselle Adeline var en franskspråkig balettdansös. Hon tillhörde de mer betydande scenkonstnärerna vid Kungariket Förenade Nederländernas södra huvudscen La Monnaie i Bryssel mellan 1816 och 1828.
Hon debuterade i Marseille säsongen 1792–1793 och var sedan aktiv vid teatern i Versailles innan hon engagerades som sekunddansös vid La Monnaie i Bryssel 1816. Hon blev premiärdansös 1821. Adeline avslutade sin karriär i Bryssel efter säsongen 1827–1828.